# Libona
Libona é um município de  primeira classe de renda municipal (d) na província Bukidnon, nas Filipinas. De acordo com o censo de 1 de maio  de  2020 possui uma população de 48 965 pessoas e 11 311 domicílios.